# Nuno Resende
Nuno Guilherme de Figueiredo Resende (ur. 25 czerwca 1973 w Porto) – portugalski piosenkarz i aktor musicalowy. Reprezentant Belgii w 50. Konkursie Piosenki Eurowizji (2005).

## Rodzina i edukacja
Urodził się w Porto, gdzie w wieku pięciu lat zaczął uczęszczać do francuskiej szkoły. Jako 12-latek przeprowadził się z rodzicami do Belgii, gdzie uczył się w Szkole Europejskiej w Brukseli. Brał udział w turniejach tenisowych, a w latach 1993–1996 podjął kurs trenera sportowego w Szkole Edukacji Fizycznej. Biegle mówi w sześciu językach: portugalskim, francuskim, angielskim, niderlandzkim, hiszpańskim i włoskim.

## Kariera muzyczna

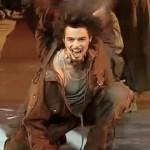
Resende w spektaklu Panienki z Rochefort (2003)

W latach 1991–1996 śpiewał w kilku zespołach muzycznych grających muzykę hardrockową. W 1997 uczestniczył w programie telewizyjnym Pour la Gloire w RTBF. W 1998 został wokalistą zespołu La Teuf, z którym dwa lata później wziął udział z utworem „Soldat de l’amour” w belgijskich eliminacjach do 45. Konkursu Piosenki Eurowizji. W tym samym roku zespół zakończył swoją działalność. W 1999 zagrał Gontranda w musicalu Piękna i Bestia.
W 2000 nagrał utwór „Allez, allez, allez”, który był oficjalnym singlem belgijskiej drużyny piłkarskiej Les Diables rouges podczas Mistrzostw Europy w Piłce Nożnej. W listopadzie tego samego roku rozpoczął pracę nad spektaklem Roméo et Juliette, de la Haine à l’Amour, w którym grał do grudnia 2002. Z singlem „Un seul mot d’amour”, który nagrał z Clémence Saint-Preux, Philippe D’avillą i Pino Santoro, dotarł do 48. miejsca na liście liście przebojów we Francji i 20. miejsca w Belgii. 

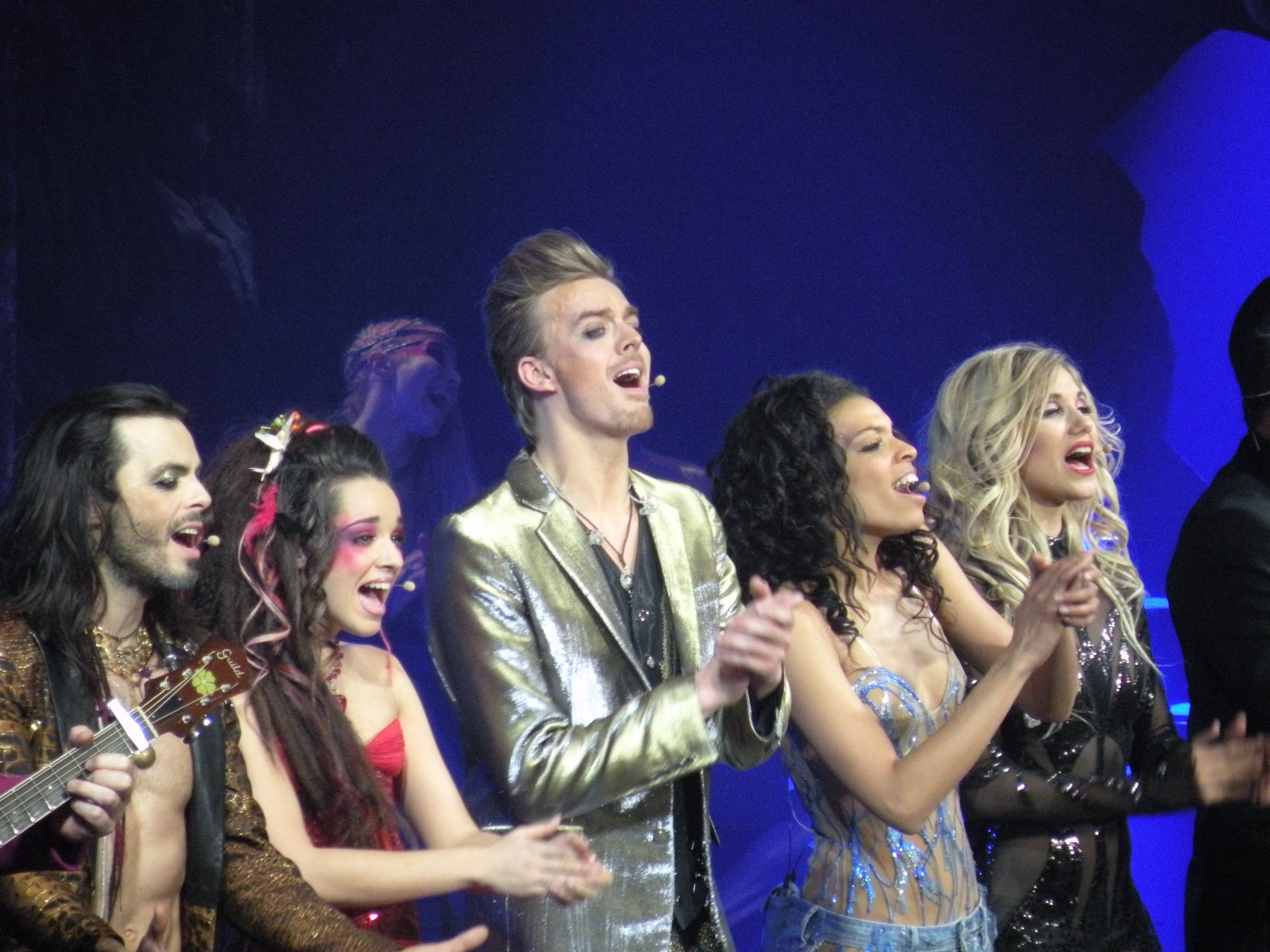
Resende w Adam et Ève: La Seconde Chance (2012)

W 2003 zagrał w spektaklu Panienki z Rochefort. W 2005 z utworem „Le grand soir”, z którym zwyciężył w belgijskich eliminacjach eurowizyjnych, reprezentował Belgię w 50. Konkursie Piosenki Eurowizji w Kijowie; zajął 22. miejsce w półfinale konkursu, przez co nie awansował do finału. Na występ założył garnitur zaprojektowany przez Jana Welvaerta.
Za zagranie głównej roli w musicalu Alladyn (2007) był nominowany do krajowej nagrody „Mariusza”. Od września 2008 do stycznia 2009 wcielał się w postać Rogera i Danny’ego w musicalu Grease wystawianym w Paryżu. Na początku 2009 znalazł się w obsadzie spektaklu Roméo et Juliette, les enfants de Vérone wystawianego w Korei Południowej, a później wrócił do roli w Alladynie. W latach 2009–2011 grał Gottlieba Stéphanie i Josepha Lange’a w musicalu Mozart, l'opéra rock, a także był dublerem odtwórcy głównej roli, Mikelangelo Loconte’a; zagrał tę postać podczas kwietniowej premiery w Brukseli i majowego występu w Lyon. W styczniu 2012 otrzymał rolę Węża w musicalu Adam et Ève: La Seconde Chance. W październiku tego samego roku zagrał rolę Thurzo, kochanka Elżbiety Batory, w belgijskiej inscenizacji musicalu Erzsebeth.

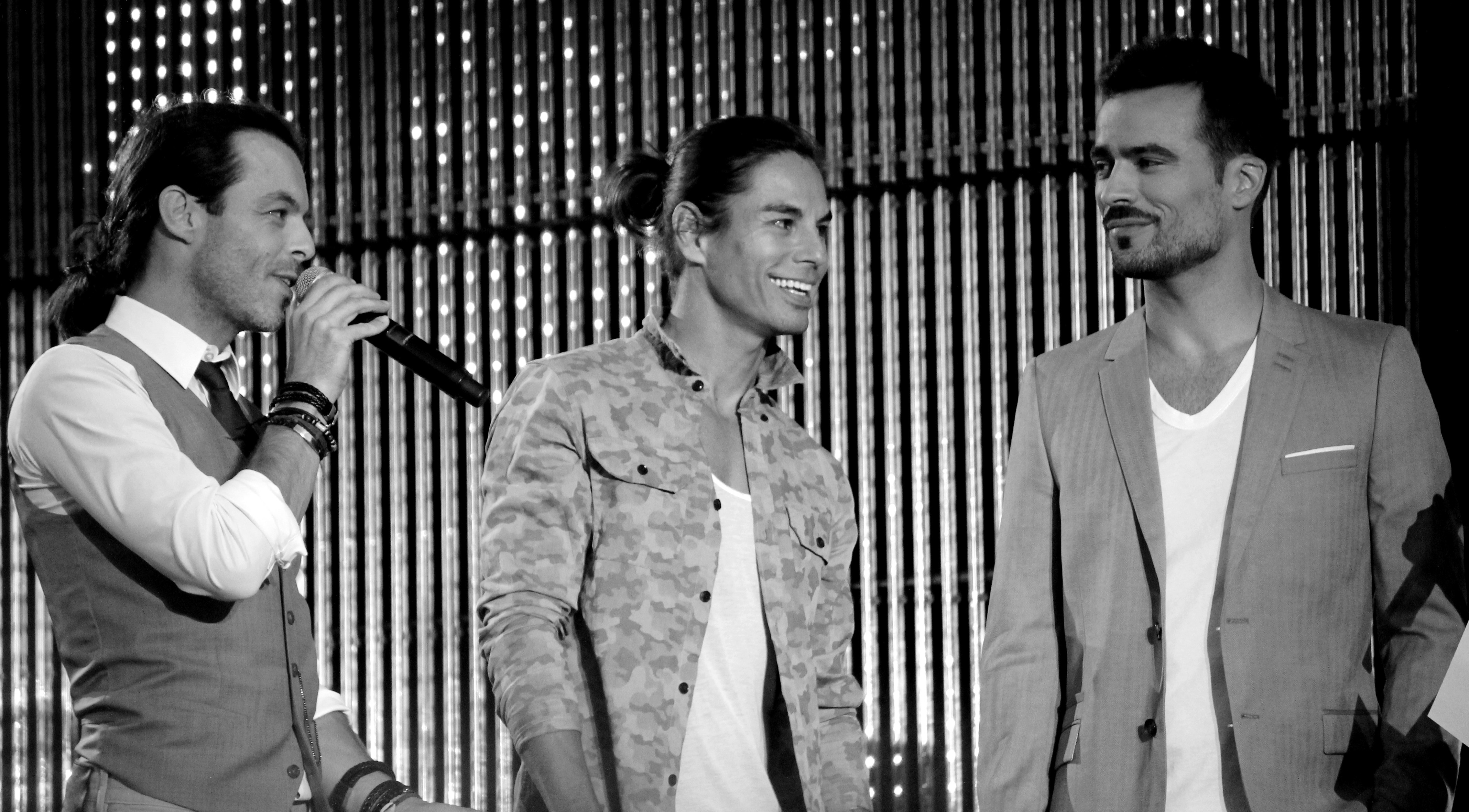
Latin Lovers (2014)

W 2013 zajął trzecie miejsce w finale drugiej edycji francuskiej wersji formatu The Voice. Po zakończeniu programu wziął udział w trasie koncertowej The Voice Tour z innymi uczestnikami. Latem tego samego roku zagrał na kilku festiwalach muzycznych po kraju, m.in. na Festival d'Avignon. Po zakończeniu trasy koncertowej wydał album koncertowy pt. Interlude Musical.
Od października 2013 do stycznia 2014 grał rolę Maître Grigriego w musicalu Pinokio. W 2014 został członkiem zespołu Latin Lovers, w którym grał z Julio Iglesiasem Juniorem i Damienem Sargue’em. W tym samym roku wydał drugi solowy album koncertowy pt. Live à l'Acte 3 zawierający zapis z jego koncertu w Braine-l’Alleud w listopadzie 2013. W październiku 2014 zadebiutował w roli Idole’a w musicalu Salut les copains.

## Musicale
- 1999: Piękna i bestia – Belgia, Francja
- 2000-2002; 2009: Roméo et Juliette, de la Haine à l’Amour (reż. Redha) – Francja
- 2003: Panienki z Rochefort (reż. Redha) – Francja
- 2007-2009: Alladyn – Francja
- 2008–2009: Grease – Francja
- 2009: Roméo et Juliette, de la Haine à l’Amour (reż. Redha) – Korea Południowa
- 2009-2011: Mozart, l'opéra rock (reż. Olivier Dahan) – Francja
- 2012: Adam et Ève: La Seconde Chance (reż. Mark Fisher i Pascal Obispo) – Francja
- 2012: Erzsebeth  – Belgia
- 2013-2014: Pinokio (reż. Marie-Jo Zarb) – Francja
- 2014: Salut les copains (reż. Stéphane Jarny) – Francja

## Dyskografia

### Albumy koncertowe
- Interlude Musical (2013)
- Live à l'Acte 3 (2014)